# 1560
| 1560               |
| ------------------ |
| Dødsfald - Fødsler |
|                    |

| Gregoriansk kalender | 1560 MDLX               |
| Ab urbe condita      | 2313                    |
| Armensk kalender     | 1009 ԹՎ ՌԹ              |
| Kinesiske kalender   | 4256 – 4257 己未 – 庚申 |
| Etiopisk kalender    | 1552 – 1553             |
| Jødisk kalender      | 5320 – 5321             |
| Hindukalendere       |                         |
| - Vikram Samvat      | 1615 – 1616             |
| - Shaka Samvat       | 1482 – 1483             |
| - Kali Yuga          | 4661 – 4662             |
| Iransk kalender      | 938 – 939               |
| Islamisk kalender    | 967 – 968               |

Konge i Danmark: Frederik 2. 1559-1588
Se også 1560 (tal)

## Begivenheder
- 15. april – Danmark køber den estiske ø, Saaremaa, fra den sidste fyrstebiskop
- 21. august - under en mindre solformørkelse bliver den da 14-årige Tycho Brahe så begejstret for den præcision, hvormed den er forudsagt, at han bestemmer sig for at undersøge sådanne astronomiske fænomener yderligere

## Født
- Ukendt dato - Charles Butler, engelsk biavler

## Dødsfald
- 29. september – Gustav Vasa, svensk konge siden 1523 (født 1496).